# Årdalsfjorden (Årdal)
61°12′5.4216″N 7°32′48.916″Ø / 61.201506000°N 7.54692111°Ø
 For alternative betydninger, se Årdalsfjorden. (Se også artikler, som begynder med Årdalsfjorden)
Årdalsfjorden er en fjordarm af Sognefjorden i Årdal kommune i Vestland fylke i Norge.
Den er den midterste af de tre inderste fjordarme og strækker sig  16 km østover til Årdalstangen som er administrationsby i kommunen. Fjorden udgør den østligste del af Sognefjorden. 
Fjordmundingen ligger mellem Asalnæsset i nord og Bermål i syd. 
Den første bebyggelse på nordsiden af fjorden er Offerdal; lidt længere mod øst ligger Brennfjellet på 900 meter næsten lige  op fra fjorden. På sydsiden af fjorden ligger Naddvik. Her svinger fjorden nordover og ind til Seim, før den svinger østover igen og ind til Årdalstangen. 
Riksvej 53 går langs sydsiden af fjorden. I fjordbunden ved Årdalstangen løber floden fra Årdalsvatnet ud i fjorden.